# Choroba X brzoskwini
Choroba X brzoskwini (ang. peach X-disease) – choroba brzoskwini i niektórych innych drzew pestkowych wywołana przez fitoplazmę Peach X-disease phytoplasma.

## Objawy i szkodliwość
Wśród roślin uprawnych choroba atakuje wiśnie, czereśnie, brzoskwinie i nektarynki, wśród roślin dziko rosnących m.in. koniczynę, mniszka lekarskiego, aronia, migdałowca oraz kilka dzikich gatunków śliwek i wiśni. Choroba występuje rzadko, ale przynosi duże szkody.
Liście brzoskwini i nektarynki przebarwiają się na czerwono i występują na nich nekrotycznie obszary, które wykruszają się, wskutek czego na liściach powstają dziury, a ich brzegi stają się postrzępione. Porażone liście opadają, poczynająć od dolnej części pędu, co nadaje drzewu pomponowy wygląd. Porażone owoce są mniejsze, mają gorszy smak, często są gorzkie i spadają przed dojrzeniem. Zazwyczaj do trzech lat od infekcji porażeniu ulegają wszystkie pędy drzewa, co powoduje jego obumarcie.
Porażone wiśnie mają osłabiony wzrost, większe przylistki, a ich owoce są drobne, słabo wybarwione i nie dojrzewają w pełni. Wzrost drzewa zależy od podkładki; na podkładce antypki szybko obumierają, na podkładce mazzarda mogą rosnąć wiele lat.

## Epidemiologia i ochrona
Źródłem infekcji mogą być porażone brzoskwinie i wiśnie, ale głównym, naturalnym rezerwuarem fitoplazmy choroby X brzoskwini jest aronia i dziko rosnące chwasty, takie jak koniczyna i mniszek lekarski. Brzoskwinie i nektarynki, chociaż zostają poważnie dotknięte przez patogen, są złymi źródłami dalszych infekcji. Choroba X rozprzestrzenia się od połowy lata do późnej jesieni. Fitoplazmę przenoszą skoczki.
Chemiczne zwalczanie skoczków nie odgrywa niewielką rolę w rozprzestrzenianiu się choroby. Zapobieganie chorobie sprowadza się głównie do sadzenia zdrowych, certyfikowanych sadzonek i usuwania porażonych roślin przed okresem pojawienia się skoczków, które mogą przenieś patogen, na inne zdrowe drzewa. W odległości do 200 m od plantacji brzoskwini czy wiśni należy usuwać dziko rosnące aronie, będące głównym inokulum patogena. U porażonych aronii liście wcześniej od zdrowych przebarwiają się na jaskrawoczerwono. Ich pędy mogą obumrzeć, ale wiosną z korzeni mogą wyrosnąć nowe.